# 奧斯本 (緬因州)
奧斯本（英語：Osborn）是一個位於美國緬因州漢考克縣的市鎮。

## 人口
根據2020年美國人口普查的數據，奧斯本的面積為98.52平方千米，當中陸地面積為91.17平方千米，而水域面積為7.35平方千米。當地共有人口65人，而人口密度為每平方千米1人。